# Kivarinsaari
Kivarinsaari är en ö i Finland. Den ligger i sjön Kivarijärvi och i kommunen Pudasjärvi i den ekonomiska regionen  Oulunkaari  och landskapet Norra Österbotten, i den centrala delen av landet, 600 km norr om huvudstaden Helsingfors. Öns area är 1 hektar och dess största längd är 200 meter i sydöst-nordvästlig riktning.